# عبير الرنتيسي
عبير الرنتيسي (12 يوليو 1987 - ) لاعبة كرة قدم أردنية معتزلة. لعبت مع منتخب الأردن الوطني لكرة القدم للسيدات في مركز الدفاع، تعتبر من أوائل اللاعبات المشاركات في المنتخب الوطني الأردني.  شاركت مع المنتخب في دورة الألعاب الآسيوية 2006، وأما على صعيد الأندية فقد لعبت في النادي الأرثوذكسي في الأردن.
في عام 2014 عملت عبير الرنتيسي كمدربة في “مشروع تطوير كرة القدم الآسيوية” وهو مشروع غير ربحي يدعم عددا من برامج كرة القدم للاجئين في الجزء الشمالي من الأردن. 
في أيلول/سبتمبر 2015، عُينت عبير الرنتيسي كرئيسة كرة القدم النسائية في الاتحاد الاردني لكرة القدم.

## المشاركات
شاركت عبير الرنتيسي في المباريات التالية: 
| التاريخ    | البطولة           | الفريق | النتيجة |
| ---------- | ----------------- | ------ | ------- |
| 2013-06-07 | تصفيات كأس اسيا   | الكويت | 0       |
| 2013-06-07 | تصفيات كأس اسيا   | الأردن | 21      |
| 2013-04-03 | مباراة دولية ودية | فلسطين | 2       |
| 2013-04-03 | مباراة دولية ودية | الأردن | 6       |
| 2013-04-01 | مباراة دولية ودية | الأردن | 4       |
| 2013-04-01 | مباراة دولية ودية | فلسطين | 0       |